# Mælkehat
Mælkehat (Lactarius) er svampeslægt, som tilhører Skørhat-ordenen. Svampene i slægten er mykorrhiza-dannere, og slægten er ret artsrig i Danmark med ca. 70 danske arter og ca. 400 arter på verdensplan. Mælkehatte er oftest relativt store og kraftigt farvede. De kraftige farver og det noget skøre kød gør dem nemme at genkende. De kendes fra skørhatte ved deres "mælkesaft", og at stok og hat oftest har lignende farver.
- Blå mælkehat [1][2]

## Henvisning
1. ↑  Sådan kan en blå svamp redde skove og bekæmpe klimaforandringer. Videnskab.dk
2. ↑  Species of the Week: Lactarius indigo. OneEarth 2021

| Svampe | Spire Denne artikel om svampe er en spire som bør udbygges. Du er velkommen til at hjælpe Wikipedia ved at udvide den. |